# جون مارتن (رجل أعمال)
جون مارتن (بالإنجليزية: John Martin)‏ هو شخصية أعمال أمريكي، ولد في 18 أغسطس 1820 في بيتشام في الولايات المتحدة، وتوفي في 1 مايو 1905 في منيابولس في الولايات المتحدة.